# Медаль «За усердие» (ГФС)
Медаль «За усе́рдие» — ведомственная медаль Государственной фельдъегерской службы Российской Федерации, учреждённая приказом ГФС России № 250 от 22 июля 2005 года.

## Правила награждения
Согласно Положению медалью «За усердие» награждаются:
- лица начальствующего состава федеральной фельдъегерской связи, безупречно прослужившие в федеральной фельдъегерской связи не менее 5 лет и награждённые нагрудным знаком «За отличие», за инициативу, усердие и высокие достижения в служебной деятельности;
- служащие и рабочие федеральной фельдъегерской связи, проработавшие в федеральной фельдъегерской связи не менее 5 лет, за инициативу, усердие и высокие достижения в труде;
- иные лица, оказавшие содействие в решении возложенных на ГФС России задач.

Медаль «За усердие» имеет две степени. Высшей степенью медали является I степень. Награждение медалью по степеням осуществляется последовательно.

## Правила ношения
Медаль носится на левой стороне груди ниже государственных наград Российской Федерации и располагается после медали Государственной фельдъегерской службы Российской Федерации «Ветеран фельдъегерской службы».

## Описание медали
Медаль изготовляется из латунного сплава или нейзильбера и представляет собой круг диаметром 32 мм с выпуклым бортиком с обеих сторон. На лицевой стороне изображён равноконечный крест белого цвета с широкой краповой каймой и расширяющимися раздвоенными концами. В центре креста помещен геральдический знак — эмблема органов федеральной фельдъегерской связи. На оборотной стороне медали надпись: «За усердие». Медаль I степени золотистого цвета, II степени — серебристого.
Медаль при помощи ушка и кольца соединяется с пятиугольной колодкой, обтянутой шёлковой муаровой лентой крапового цвета с широкой белой продольной полоской слева и узкими белыми продольными полосками справа. На медали I степени — одна, II степени — две. Ширина ленты 24 мм, ширина широкой белой полоски 5 мм, узкой 1 мм. Полоски отстоят от краев ленты на 1 мм. На оборотной стороне колодки имеется приспособление для крепления медали к форменной одежде.